# Équipe cycliste Josan-To Win
L'équipe cycliste Josan-To Win est une équipe cycliste belge ayant le statut d'équipe continentale, créée en 2005 et disparue à la fin de la saison 2014.

## Histoire de l'équipe

### 2014: dernière saison
Jonathan Breyne est provisoirement suspendu du 18 décembre 2013, à la suite d'un contrôle positif datant du 5 novembre 2013 lors du Tour du lac Taihu, au 23 avril 2014 date de son acquittement.
L'équipe disparaît à la fin de la saison 2014.

## Classements UCI
L'équipe participe aux circuits continentaux et principalement à des épreuves de l'UCI Europe Tour. Les tableaux ci-dessous présentent les classements de l'équipe sur les différents circuits, ainsi que son meilleur coureur au classement individuel.
UCI Asia Tour
| Saison | Classement par équipes | Meilleur coureur au classement individuel |
| ------ | ---------------------- | ----------------------------------------- |
| 2006   | 39e                    | Tim Meeusen (209e)                        |
| 2014   | 68e                    | Jonathan Breyne (201e)                    |

UCI Europe Tour
| Saison | Classement par équipes | Meilleur coureur au classement individuel |
| ------ | ---------------------- | ----------------------------------------- |
| 2006   | 100e                   | Bjorn Coomans (487e)                      |
| 2007   | 134e                   | Cyrille Heymans (1260e)                   |
| 2008   | 112e                   | Davy Tuytens (812e)                       |
| 2009   | 101e                   | Jérôme Baugnies (457e)                    |
| 2013   | 64e                    | Jérôme Baugnies (67e)                     |
| 2014   | 103e                   | Niels Reynvoet (451e)                     |